# Gallium Ga 68 dotatate
Gallium Ga 68 dotatate (68Ga) — радиофармацевтический препарат для диагностики соматостатин-рецептор положительных нейроэндокринных опухолей. Одобрен для применения: США (2016).

## Механизм действия
Связывается с рецепторами соматостатина.

## Показания
Применяется для диагностики соматостатин-рецептор положительных нейроэндокринных опухолей с помощью ПЭТ.